# En härlig tid
En härlig tid (engelska: The Wonder Years) är en amerikansk dramakomediserie från 1988–1993. Serien skapades av Neal Marlens och Carol Black. Totalt sex säsonger producerades. Titelmelodin är Joe Cockers version av The Beatles "With a Little Help from My Friends". Huvudrollen Kevin Arnold spelas av Fred Savage och berättarrösten, den vuxne Kevin, tillhör Daniel Stern.

## Handling
Handlingen utspelar sig åren 1968 till 1973, i en amerikansk småstad. Serien kretsar kring tonåringen Kevin Arnold, som ständigt ställs inför nya besvärliga utmaningar. Kevin Arnold är son till Jack och Norma Arnold. Kevins far jobbar på NORCOM, medan hans mor är en hemmafru. Kevin har en äldre bror, Wayne, och en äldre syster, Karen. 
Två av Kevins vänner och grannar har en framträdande plats under hela serien: hans bästa vän, Paul Pfeiffer, och hans flickvän, Gwendolyn "Winnie" Cooper. Wayne, Kevins äldre bror, är en översittare och har ganska aggressiv och oförskämd personlighet. Karen, hans äldre syster, är en rebellisk tonåring. Hon har dålig kontakt med fadern, som är tuff, svår att prata med och något tillbakadragen. Norma är hemmafru och gör sitt bästa för att hålla ihop allt. 

## Rollista i urval
| Fred Savage      | – Kevin Arnold               |
| Jason Hervey     | – Wayne Arnold               |
| Olivia d'Abo     | – Karen Arnold               |
| Alley Mills      | – Norma Arnold               |
| Dan Lauria       | – John "Jack" Arnold         |
| Josh Saviano     | – Paul Pfeiffer              |
| Danica McKellar  | – Gwendolyn "Winnie" Cooper  |
| Crystal McKellar | – Becky Slater               |
| Daniel Stern     | – vuxne Kevin (berättarröst) |